# Olympische Sommerspiele 2012/Synchronschwimmen
Bei den Olympischen Spielen 2012 in London fanden vom 5. bis 10. August 2012 im Aquatics Centre zwei Wettbewerbe für Frauen im Synchronschwimmen statt. Es gab eine Entscheidung im Duett und eine in der Gruppe. Das Programm war somit identisch im Vergleich zu Peking 2008.

## Wettbewerbe und Zeitplan

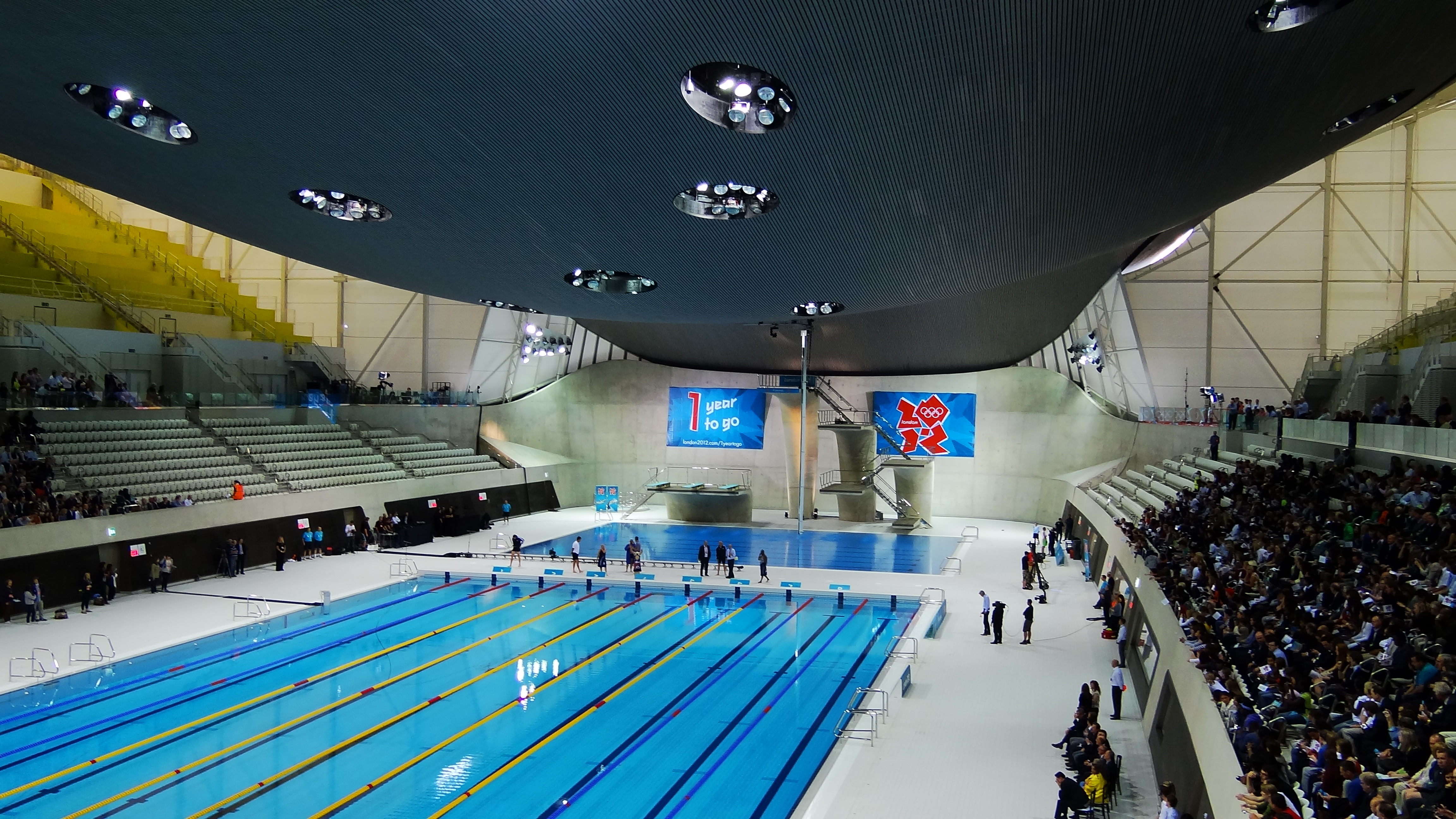
Aquatics Centre – Austragungsorte der Wettbewerbe im Synchronschwimmen

| Wettbewerbe und Zeitplan Synchronschwimmen | Wettbewerbe und Zeitplan Synchronschwimmen | Wettbewerbe und Zeitplan Synchronschwimmen | Wettbewerbe und Zeitplan Synchronschwimmen | Wettbewerbe und Zeitplan Synchronschwimmen | Wettbewerbe und Zeitplan Synchronschwimmen | Wettbewerbe und Zeitplan Synchronschwimmen |
| Wettbewerbe                                | August                                     | August                                     | August                                     | August                                     | August                                     | August                                     |
| Frauen                                     | 5.                                         | 6.                                         | 7.                                         | 8.                                         | 9.                                         | 10.                                        |
| ------------------------------------------ | ------------------------------------------ | ------------------------------------------ | ------------------------------------------ | ------------------------------------------ | ------------------------------------------ | ------------------------------------------ |
| Duett                                      |                                            |                                            |                                            |                                            |                                            |                                            |
| Gruppe                                     |                                            |                                            |                                            |                                            |                                            |                                            |

|  | Vorkampf |  | Finale |

## Ergebnisse

### Duett
| Platz | Land | Sportlerinnen                               | Punkte  |
| ----- | ---- | ------------------------------------------- | ------- |
| 1     | RUS  | Natalja Ischtschenko Swetlana Romaschina    | 197,100 |
| 2     | ESP  | Ona Carbonell Andrea Fuentes                | 192,900 |
| 3     | CHN  | Huang Xuechen Liu Ou                        | 192,870 |
| 4     | CAN  | Marie-Pierre Boudreau-Gagnon Élise Marcotte | 189,120 |
| 5     | JPN  | Yukiko Inui Chisa Kobayashi                 | 186,740 |
| 6     | UKR  | Darja Juschko Ksenija Sydorenko             | 184,870 |
| 7     | ITA  | Giulia Lapi Mariangela Perrupato            | 181,420 |
| 8     | GRE  | Evangelia Platanioti Despina Solomou        | 178,560 |

Finale: 7. August 2012, 15:00 Uhr
Österreichische Teilnehmerinnen:

Nadine Brandl, Livia Lang  AUT (163,850 Punkte / 19.)
Schweizer Teilnehmerinnen:

Pamela Fischer, Anja Nyffeler  SUI (163,320 Punkte / 20.)

### Gruppe
| Platz | Land | Sportlerinnen | Punkte  |
| ----- | ---- | --- | ------- |
| 1     | RUS  | Elwira Chassjanowa, Anastassija Dawydowa, Marija Gromowa, Natalja Ischtschenko (Finale), Darja Korobowa, Alexandra Pazkewitsch, Swetlana Romaschina, Alla Schischkina (Qualifikation), Anschelika Timanina | 197,030 |
| 2     | CHN  | Chang Si, Chen Xiaojun (Finale), Huang Xuechen, Jiang Tingting, Jiang Wenwen, Liu Ou, Luo Xi, Sun Wenyan (Qualifikation), Wu Yiwen                                                                         | 194,010 |
| 3     | ESP  | Clara Basiana, Alba María Cabello, Ona Carbonell, Margalida Crespí, Andrea Fuentes, Thaïs Henríquez, Paula Klamburg, Laia Pons, Irene Montrucchio (Reserve)                                                | 193,120 |
| 4     | CAN  | Marie-Pierre Boudreau-Gagnon, Stéphanie Durocher (Finale), Jo-Annie Fortin, Chloé Isaac, Stéphanie Leclair, Tracy Little, Élise Marcotte, Karine Thomas (Qualifikation), Valérie Welsh                     | 189,630 |
| 5     | JPN  | Yumi Adache, Aika Hakoyama, Yukiko Inui, Mayo Itoyama (Finale), Chisa Kobayashi, Risako Mitsui, Mai Nakamura (Qualifikation), Mariko Sakai, Kurumi Yoshida                                                 | 187,630 |
| 6     | GBR  | Yvette Baker (Qualifikation), Katie Clark, Katrina Dawkins, Olivia Federici, Jennifer Knobbs, Victoria Lucass (Finale), Asha Randall, Jenna Randall, Katherine Skelton                                     | 175,440 |
| 7     | EGY  | Reem Abdalazem, Shaza Abdelrahman, Aya Darwish (Reserve), Nour El-Afandi, Dalia El-Gebaly, Samar Hassounah, Youmna Khallaf, Mai Mohamed, Mariam Omar                                                       | 155,960 |
| 8     | AUS  | Eloise Amberger, Jenny-Lyn Anderson, Sarah Bombell, Olia Burtaev, Tamika Domrow, Bianca Hammett, Tarren Otte, Frankie Owen (Reserve), Samantha Reid                                                        | 154,930 |

Finale: 10. August 2012, 15:00 Uhr

## Medaillenspiegel
| Platz | Land                | G | S | B | Gesamt |
| ----- | ------------------- | - | - | - | ------ |
| 1     | Russland            | 2 | – | – | 2      |
| 2     | Volksrepublik China | – | 1 | 1 | 2      |
| 2     | Spanien             | – | 1 | 1 | 2      |
| Total | Total               | 2 | 2 | 2 | 6      |

## Qualifikation

### Qualifikationskriterien
Es nahmen 104 Athletinnen teil, acht Gruppen mit je neun Athletinnen und 24 Duette. Pro NOK konnte sich maximal eine Gruppe und ein Duett qualifizieren.
Für den Gruppenwettbewerb qualifizierten sich jeweils ein Vertreter der einzelnen Kontinentalverbände. Afrika, Asien und Ozeanien ermittelten ihren Vertreter im Rahmen der Weltmeisterschaften vom 16. bis 31. Juli 2011 in Shanghai, Amerika bei den Panamerikanischen Spielen vom 14. bis 30. Oktober 2011 in Guadalajara. Großbritannien war als Gastgeber automatisch qualifiziert und galt als europäischer Qualifikant. Schließlich qualifizierten sich noch einmal drei Mannschaften bei einem abschließenden internationalen Qualifikationsturnier vom 18. bis 22 April 2012 in London.
Am Duett-Wettbewerb nahmen 24 Paare teil. Alle acht NOKs, die eine Gruppe qualifizieren konnten, erhielten auch für das Duett ein Startrecht. Bei dem abschließenden Qualifikationsturnier in London wurden dann die restlichen 16 Quotenplätze vergeben.

### Gewonnene Quotenplätze
| Gewonnene Quotenplätze nach NOKs | Gewonnene Quotenplätze nach NOKs | Gewonnene Quotenplätze nach NOKs | Gewonnene Quotenplätze nach NOKs |
| Wettbewerb                       | Duett                            | Gruppe                           | Athleten Gesamt                  |
| -------------------------------- | -------------------------------- | -------------------------------- | -------------------------------- |
| Ägypten                          | X                                | X                                | 9                                |
| Argentinien                      | X                                |                                  | 2                                |
| Australien                       | X                                | X                                | 9                                |
| Brasilien                        | X                                |                                  | 2                                |
| China                            | X                                | X                                | 9                                |
| Frankreich                       | X                                |                                  | 2                                |
| Griechenland                     | X                                |                                  | 2                                |
| Großbritannien                   | X                                | X                                | 9                                |
| Israel                           | X                                |                                  | 2                                |
| Italien                          | X                                |                                  | 2                                |
| Japan                            | X                                | X                                | 9                                |
| Kanada                           | X                                | X                                | 9                                |
| Kasachstan                       | X                                |                                  | 2                                |
| Mexiko                           | X                                |                                  | 2                                |
| Niederlande                      | X                                |                                  | 2                                |
| Nordkorea                        | X                                |                                  | 2                                |
| Österreich                       | X                                |                                  | 2                                |
| Russland                         | X                                | X                                | 9                                |
| Spanien                          | X                                | X                                | 9                                |
| Südkorea                         | X                                |                                  | 2                                |
| Tschechien                       | X                                |                                  | 2                                |
| Ukraine                          | X                                |                                  | 2                                |
| Ungarn                           | X                                |                                  | 2                                |
| USA                              | X                                |                                  | 2                                |
| Quotenplätze Gesamt              | 24                               | 8                                | 104                              |

Neben den vorqualifizierten Gastgeberinnen konnten sich bei den Weltmeisterschaften China, Australien, Ägypten und bei den Panamerikanischen Spielen Kanada als beste Gruppe ihres Kontinentalverbands die Teilnahme an beiden Wettbewerben sichern. Beim Test- und Qualifikationswettkampf im April 2012 in London qualifizierten sich schließlich Russland, Spanien und Japan für beide Wettbewerbe. Alle weiteren Quotenplätze im Duettwettbewerb wurden ebenfalls beim Test- und Qualifikationswettkampf vergeben.
Das Schweizer Duett Pamela Fischer und Anja Nyffeler gewann zwar in London einen Quotenplatz, verpasste aber die nationalen Qualifikationskriterien knapp. Das Duo wurde dennoch kurz vor den Spielen nominiert.